# Light at the End of the World
Light at the End of the World — тринадцятий студійний альбом англійської групи Erasure, який був випущений 14 травня 2007 року.

## Композиції
1. Sunday Girl — 4:35
2. I Could Fall in Love with You — 4:15
3. Sucker for Love — 3:58
4. Storm in a Teacup — 4:04
5. Fly Away — 3:21
6. Golden Heart — 3:12
7. How My Eyes Adore You — 3:20
8. Darlene — 3:38
9. When a Lover Leaves You — 3:51
10. Glass Angel — 5:02

## Учасники запису
- Вінс Кларк — вокал
- Енді Бел — синтезатор, басс

## Чарти
| Чарт (2007)                                  | Найвища позиція |
| -------------------------------------------- | --------------- |
| Німеччина German Albums (Offizielle Top 100) | 42              |
| Шотландія Scottish Albums (OCC)              | 35              |
| Велика Британія UK Albums (OCC)              | 29              |
| США Billboard 200                            | 127             |
| США Independent Albums (Billboard)           | 13              |
| США Dance/Electronic Albums (Billboard)      | 2               |